# Kanodar
Kanodar é uma vila no distrito de Banas Kantha, no estado indiano de Guzerate.

## Geografia
Kanodar está localizada a 24° 06′ N, 72° 23′ L. Tem uma altitude média de 171 metros (561 pés).

## Demografia
Segundo o censo de 2001, Kanodar tinha uma população de 11,128 habitantes. Os indivíduos do sexo masculino constituem 50% da população e os do sexo feminino 50%. Kanodar tem uma taxa de alfabetização de 74%, superior à média nacional de 59.5%: a literacia no sexo masculino é de 80% e no sexo feminino é de 69%. Em Kanodar, 15% da população está abaixo dos 6 anos de idade.